# ۱۴۹۰ (میلادی)
۱۴۹۰ (میلادی) هزارو چهارصد و نودمین سال تقویم میلادی است.

## زادگان
- ۲۸ ژوئن – آلبرشت کاردینال براندنبورگ، کشیش آلمانی (د. ۱۵۴۵)